# Paraclaravis
Paraclaravis är ett nyskapat släkte med fåglar i familjen duvor inom ordningen duvfåglar. Släktet omfattar två arter:
- Lilabandad sparvduva (P geoffroyi)
- Purpurbröstad sparvduva (P. mondetoura)

Tidigare placerades de i Claravis tillsammans med blå sparvduva. Genetiska studier visar dock att de står närmare Columbina.